# Farmall 806
Le Farmall 806 est un tracteur agricole produit par International Harvester.
Ce tracteur de 110 ch SAE est produit à plus de 40 000 exemplaires entre 1963 et 1967, en grande majorité vendus aux États-Unis.

## Historique
Les exigences des agriculteurs américains en matière de tracteurs concernent la puissance pour pouvoir travailler vite et le confort pour supporter de longues journées au volant sur d'immenses exploitations. Par contre, le gabarit et la maniabilité des engins ne sont pas des priorités, en raison de la grande taille des parcelles. Le Farmall 806 est donc étudié et conçu en fonction de ces impératifs. Sa puissance et sa technologie en font un tracteur dont le seul concurrent sur le marché est le John Deere 4020.
Le tracteur est produit à plus de 40 000 exemplaires entre 1963 et 1967. Il est vendu en très grande partie aux États-Unis, la clientèle européenne n'ayant pas alors besoin de tracteurs de cette taille et d'un coût élevé ; en outre, les tracteurs sont expédiés depuis les États-Unis par bateau, en partie démontés et en conteneurs, à charge pour le concessionnaire de remonter l'engin à réception.

## Caractéristiques
Le Farmall 806 est motorisé par un groupe fabriqué par International Harvester. Ce moteur Diesel à six cylindres (alésage de 104,5 mm pour une course de 114,3 mm) en ligne, à injection directe, possède une cylindrée totale de 5 913 cm3. Il développe une puissance maximale de 110 ch SAE.
La boîte de vitesses possède huit vitesses avant non synchronisées et deux vitesses arrière, mais un convertisseur de couple permet de multiplier ces possibilités par deux ; la vitesse maximale atteinte est de 40 km/h, mais le quatrième rapport peut être bloqué si la législation du pays d'utilisation n'autorise pas cette vitesse. En outre, le tracteur est équipé en série d'un blocage de différentiel.
Le Farmall 806 possède une prise de force arrière à deux régimes de rotation, 540  ou   1 000 tr/min, ainsi qu'un relevage avec un contrôle de position et d'effort mais d'une capacité limitée à 2 tonnes, ce qui n'est pas un problème aux États-Unis où cet équipement est relativement peu utilisé.
De nombreuses versions du Farmall 806 sont proposées, essieu avant large ou à roues jumelées (row crop), quatre roues motrices, haut dégagement (garde au sol importante), version industrielle (dénommée 2806) à deux ou quatre roues motrices. Les jantes peuvent être en acier galvanisé, ce qui limite les risques de corrosion sans demander d'entretien. Le moteur Diesel peut être remplacé par un moteur à essence ou un moteur fonctionnant au gaz de pétrole liquéfié.
La masse à vide en ordre de marche du tracteur, en motorisation diesel et version de base est de 3 855 kg.